# Baloghy György (jogász)
Balogi Baloghy György (Derencsény, 1861. október 22. – Budapest, 1931. október 22.) jogász, igazságügyminiszter.

## Életrajza
Baloghy András és Soltész Mária fia. A bécsi Theresianumban tanult, s a budapesti egyetem jogi karán szerzett diplomát. 1883-tól ügyvédként dolgozott, 1888-tól pedig bírósági szolgálatot teljesített. 1901-től főügyészhelyettes, 1909-től a koronaügyész helyettese, 1910-ben kinevezték a budapesti büntetőtörvényszék elnökének, 1917-ben pedig a Kúria büntető tanácsának elnöke lett. 1919. augusztus 15. és 1919. szeptember 22. között Friedrich István  kormányában igazságügyminiszter volt. Leköszönése után újból kúriai tanácselnök lett, majd 1927-ben nyugdíjba vonult. 1912-ben a büntetőtörvényszék elnökeként a Désy–Lukács-per vezetője volt, ítélete alapján Désy Zoltánt felmentették a rágalmazás vádja alól, Lukács László miniszterelnök és kormánya megbukott. Tüdőgyulladásban hunyt el 1931-ben.
Első felesége Hrivnyák Mária volt, akitől két lánya született, majd 1914-ben elváltak. Idősebbik lánya Baloghy Márta (Kassa, 1893. – Denver, 1984), aki zongoratanárként dolgozott az USA-ban. Fiatalabbik lánya Dr. Baloghy Mária (Kassa, 1895 - Budapest, 1967), író, műfordító, reformpedagógus, a hazai gyárgondozónői képzés elindítója. Második neje Mike Jolán volt.
Több jogi szakcikket is írt, amelyek főként az Ügyvédek Lapjában (1897-1909) és az Adó- és Illetékügyi Szemlében jelentek meg (1913-tól).